# Хоккейный клуб «Амур» в сезоне 2023/2024
Сезон 2023/2024 — 16-й сезон хоккейного клуба «Амур» Хабаровск в Континентальной хоккейной лиге и 26-й сезон, который клуб проводит в элите российского хоккея.

## Цели клуба перед сезоном
Губернатор хабаровского края Михаил Владимирович Дегтярев поставил задачу — выиграть Кубок Гагарина в 2026 году. Перед началом сезона он договорился с экс-главным тренером Сибири Андреем Мартемьяновым, который уже в сезоне 2017/2018 выводил «Тигров» в Плей-Офф КХЛ о подписании контракта. Цель на сезон была — сделать из «банды» команду и «пошуметь» в Плей-Офф.

## Состав 23/24
| №          | Игрок              | Страна                    | Хват    | Дата рождения             | Рост (см) | Вес (кг) |
| Вратари    | Вратари            | Вратари                   | Вратари | Вратари                   | Вратари   | Вратари  |
| ---------- | ------------------ | ------------------------- | ------- | ------------------------- | --------- | -------- |
| 1          | Дмитрий Лозебников | Россия                    | Левый   | 15 января 1998 (27 лет)   | 190       | 91       |
| 30         | Игорь Бобков       | Россия                    | Левый   | 2 января 1991 (34 года)   | 198       | 110      |
| 98         | Янис Калниньш      | Латвия                    | Левый   | 13 декабря 1991 (33 года) | 182       | 87       |
| Защитники  |                    |                           |         |                           |           |          |
| 28         | Александр Брынцев  | Россия                    | Левый   | 21 мая 1995 (29 лет)      | 193       | 97       |
| 33         | Евгений Кулик      | Россия                    | Левый   | 12 июня 1993 (31 год)     | 184       | 94       |
| 36         | Яков Рылов         | Россия                    | Левый   | 15 января 1985 (40 лет)   | 179       | 87       |
| 41         | Виктор Балдаев     | Россия                    | Левый   | 14 июня 1995 (29 лет)     | 191       | 95       |
| 47         | Иван Мищенко       | Россия                    | Левый   | 22 июля 1995 (29 лет)     | 185       | 85       |
| 49         | Ефим Гуркин        | Россия                    | Левый   | 13 ноября 1992 (32 года)  | 183       | 86       |
| 50         | Александр Щемеров  | Россия                    | Правый  | 2 июня 1997 (27 лет)      | 181       | 90       |
| Д.О 63     | Алексей Волгин     | Россия                    | Левый   | 12 мая 1990 (34 года)     | 182       | 88       |
| 67         | Сергей Рыжиков     | Россия                    | Левый   | 30 мая 2004 (20 лет)      | 180       | 76       |
| 77         | Кэмерон Ли         | Канада · Россия           | Левый   | 18 февраля 1997 (28 лет)  | 183       | 84       |
| 84         | Кирилл Спиценко    | Россия                    | Правый  | 24 ноября 1999 (25 лет)   | 188       | 93       |
| Нападающие |                    |                           |         |                           |           |          |
| 7          | Кирилл Панюков     | Казахстан · Россия        | Правый  | 22 мая 1997 (27 лет)      | 187       | 90       |
| 17         | Кирилл Капустин    | Россия                    | Левый   | 8 февраля 1993 (32 года)  | 186       | 90       |
| 19         | Евгений Грачёв     | Россия                    | Левый   | 21 февраля 1990 (35 лет)  | 194       | 96       |
| 22         | Владислав Барулин  | Россия                    | Правый  | 9 июля 1996 (28 лет)      | 181       | 82       |
| 23         | Вячеслав Грецкий   | Беларусь                  | Левый   | 23 декабря 1996 (28 лет)  | 195       | 99       |
| 25         | Алекс Броадхёрст   | Соединённые Штаты Америки | Левый   | 7 марта 1993 (32 года)    | 180       | 82       |
| 29         | Кирилл Слепец      | Россия                    | Левый   | 6 апреля 1999 (25 лет)    | 178       | 75       |
| 44         | Ян Дрозг           | Словения                  | Правый  | 1 апреля 1999 (25 лет)    | 188       | 79       |
| 59         | Роман Макаров      | Россия                    | Левый   | 29 января 2004 (21 год)   | 194       | 98       |
| 62         | Пётр Хохряков      | Россия                    | Левый   | 16 января 1990 (35 лет)   | 185       | 85       |
| 71         | Станислав Бочаров  | Россия                    | Левый   | 20 июня 1991 (33 года)    | 181       | 89       |
| 81         | Сергей Лапин       | Россия                    | Левый   | 20 апреля 1996 (28 лет)   | 177       | 81       |
| 87         | Артур Гиздатуллин  | Россия                    | Левый   | 8 августа 1997 (27 лет)   | 183       | 87       |
| 93         | Александр Хохлачёв | Россия                    | Левый   | 9 сентября 1993 (31 год)  | 178       | 89       |
| 95         | Дмитрий Шевченко   | Казахстан · Россия        | Левый   | 15 декабря 1995 (29 лет)  | 195       | 98       |
| 96         | Егор Коршков       | Россия                    | Левый   | 10 июля 1996 (28 лет)     | 193       | 97       |
| 97         | Игнат Коротких     | Россия                    | Левый   | 22 июня 2002 (22 года)    | 187       | 89       |
| 99         | Сергей Колесников  | 🇷🇺                        | Левый   | 13 октября 1999 (24 года) | 197       | 97       |

Д.О — Драфт Отказов
 — Травмирован до конца сезона

## Игра в регулярном чемпионате
Хабаровчане начали регулярный чемпионат не лучшим образом — на одну-две победы приходилось три-четыре поражения. Хотя и сенсаций со знаком плюс тоже хватало: «Амур» в гостях уверенно обыграл «Авангард» (5:1), в октябре разобрался с «Трактором» (3:2) и «Автомобилистом» (3:1), в ноябре ещё раз переиграл «Автомобилист» (5:1) и забросил шесть в ворота «Северстали» (6:2). Самый неудачный отрезок команда пережила в январе — девять поражений подряд. Однако, есть мнение, что на дистанции самое важное — темп на финишной прямой, и «Амур» в концовке регулярки это подтвердил — семь побед подряд обеспечили хабаровчанам место в плей-офф.

## Игра в плей-офф
Плей-офф Кубка Гагарина 2024 — второй и решающий этап сезона КХЛ 2023/2024 годов. Плей-офф Кубка Гагарина 2024 начался 29 февраля 2024 года и закончился 24 апреля 2024 года.
В первом раунде «тигры» сошлись с лучшей командой Востока и будущим чемпионом «Металлургом». К чести «Амура», лёгкой прогулки у «Магнитки» не получилось — хабаровчане по максимуму усложнили жизнь более именитому сопернику. Дважды они сравнивали счёт в серии и были максимально близки к этому в третий раз: уступая в одну шайбу в шестом матче, за менее чем 2 минуты до конца 3 периода, «Амур» забил вшестером с пустыми воротами. Автором второй шайбы в шестой игре для «тигров» стал американец Алекс Броадхёрст.
В овертайме Люк Джонсон отобрал шайбу у Вячеслава Грецкого, отдав передачу через борт на Никиту Гребёнкина, который точным броском завершил сезон для Хабаровска.
Символично что Никита Гребёнкин провел целый сезон в Хабаровске, где был не самым последним игроком. За 45 игр он набрал 26 очков (9+14).
Итог серии — Метлаллург 4:2 Амур